# Vereinigte Uhrenfabriken Ersingen
Die Vereinigen Uhrenfabriken Ersingen waren ein Uhren- und Uhrwerkshersteller aus Kämpfelbach-Ersingen bei Pforzheim und ein Pionier bei der Entwicklung elektrischer Uhren.

## Geschichte
Die Firma wurde 1949 von Pius Reiling gegründet. 1950 trat Helmut Epperlein in das Unternehmen ein. Am 12. Januar 1952 schied Pius Reiling aus und Helmut Epperlein wurde neuer Eigentümer. Der Name wurde geändert in Vereinigte Uhrenfabriken Ersingen (VUFE). Das Unternehmen stellte mechanische Uhrwerke u. a. der Kaliber 4711 und 5712 her. Am 21. Januar 1957 wurde der Name erneut geändert in Uhren-Werk-Ersingen (UWERSI). Epperlein arbeitete ab 1952 an der Entwicklung einer elektrischen Uhr mit einer länglichen Spule auf der Unruh und einem Magnetsystem mit drei Magneten. Am 28. Januar 1958 meldete er seine Erfindung als Deutsches Gebrauchsmuster (Nr. 1.842.778) an.
Ab 1955 kooperierten die Uhrenfabriken Ersingen mit der Hamilton Watch Company, die ebenfalls an der Entwicklung einer elektrischen Uhr arbeitete. Diese Zusammenarbeit führte zur Erfindung der ersten elektrisch angetriebenen Armbanduhr mit Unruh („Electric“), die auf Erfindungen Epperleins zurückgeht. Am 3. Januar 1957 kam die Hamilton Electric 500 auf den Markt. Diese wurde in einer Vielzahl an ungewöhnlichen und asymmetrischen Uhrengehäusen verkauft. Am bekanntesten war sicherlich die Hamilton Ventura, die auch von Elvis Presley in dem Film Blue Hawaii getragen wurde.

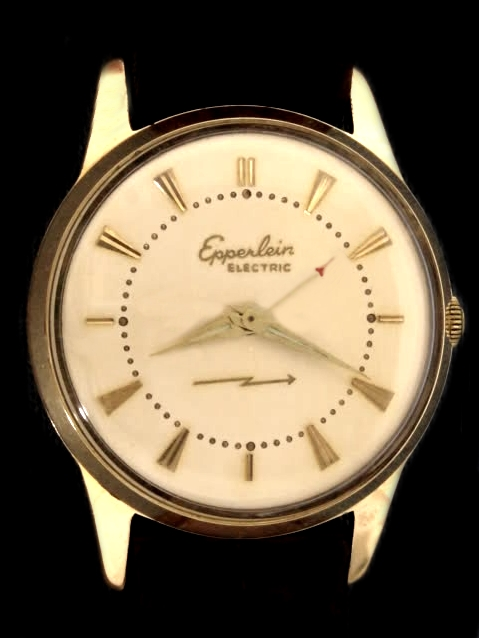
Epperlein Electric

Epperlein erhielt im Gegenzug eine Lizenz der Amerikaner, die Hamilton Electric 500 für den deutschen Markt unter dem Namen Epperlein 100 zu bauen. Die Kontaktfedern und Magnete wurden von Hamilton geliefert. Allerdings gab es große Probleme bei der Umsetzung, weshalb Epperlein im Jahr 1959 eine komplett eigene Entwicklung auf den Markt brachte, die aber immer noch den Namen Epperlein 100 trug. Ungefähr 500 Stück wurden davon produziert, die in eigenen Uhren aber auch u. a. in Uhren der Paul Portinoux Watch Co. verwendet wurden. Die Uhrwerke waren aber nicht verlässlich, weshalb rund 30 % wieder zurückgenommen werden mussten.
Da dem deutschen Unternehmen der wirtschaftliche Erfolg versagt blieb, wurde am 21. September 1959 das Patent Epperleins auf die Hamilton Watch Company umgeschrieben. Am 2. April 1971 musste das Unternehmen Insolvenz anmelden.